# Леобен
Лео̀бен (на немски: Leoben) е град в провинция Щирия, в централна Австрия, по бреговете на река Мур. С население около 25 000 души, Леобен е местен индустриален център и в него се намира Леобенският университет, специализиран в минното дело. На 17 април 1797 в Леобен е подписан Леобенският мирен договор, предхождащ Кампоформийският мирен договор и слагащ край на първата Италианска кампания на французите по време на Наполеоновите войни.

## Минало и настояще
Леобен е наричан „Порта към железните мини на Щирия“. Главният площад, датиращ от 13 век, включва Къщата на Хакъл, построена в стил барок и оцветена в бяло и червено. Градската църква, „Свети Хавиер“, построена през 1660, е с интериор от 17 век и е една от най-важните църкви в Австрия. Лутерантската църква в стил ар нуво на ул. „Франц Йозеф“ също е важна.
Тук е един от заводите на концерна Фьосталпине (Voestalpine).

## Личности
Родени в Леобен
- Валтер Шахнер – австрийски футболен треньор
- Мартин Вайнек – австрийски актьор
- Роналд Линц – австрийски футболист

## Побратимени градове
- Суджоу, Китай